# アンドレアス・マクセ
アンドレアス・マクセ（Andreas Maxsø、1994年3月18日 - ）は、デンマーク・ビズオウア出身のプロサッカー選手。ブレンビーIF所属。ポジションはDF。

## 経歴

### クラブ
ブレンビーIFでプレーを始め、U17チーム在籍中にFCノアシェランに移籍。
2012年12月、デンマーク・スーペルリーガ・FCコペンハーゲン戦でプロデビュー。2016年夏、クラブとの契約を延長 FCコペンハーゲンから獲得オファーがあったが、海外挑戦のためこれを断った。2015–16シーズンより副キャプテンに、2016–17シーズンからキャプテンに任命された。2017年1月、夏にクラブを退団することを明言した。
2017年8月、オスマンルスポルFKに移籍。

### 代表
ユース年代からデンマーク代表に選出されている。
2020年11月11日、スウェーデン代表との親善試合でA代表初出場。

## 代表歴
- デンマークU-19
- デンマークU-21
  - UEFA U-21欧州選手権2017
- デンマークU-23
  - 2016年リオデジャネイロオリンピック